# Blue Snow
「Blue Snow」（ブルー・スノウ）は、BEGIN2枚目のシングル。1990年12月1日発売。発売元はテイチク。

## トラック
全編曲：白井良明
1. Blue Snow
（作詞：BEGIN・川村真澄　作曲：BEGIN・山田直毅）
2. 星空のふたり
（作詞：松井五郎　作曲：BEGIN）